# جوزف گوگان
جوزف گوگان (انگلیسی: Joseph Goguen; ۲۸ ژوئن ۱۹۴۱ – ۳ ژوئیهٔ ۲۰۰۶) دانشمند در زمینه علوم رایانه اهل ایالات متحده آمریکا بود. او دانشجوی دکتر لطفی زاده بوده‌است. او استاد علوم رایانه در دانشگاه‌ کالیفرنیا و دانشگاه آکسفورد بود و سمت‌های تحقیقاتی در آی‌بی‌ام و اس‌آرآی اینترنشنال داشت.